# Óleno (Acaya)

Mapa de la antigua Acaya. Óleno estaba entre Dime y Faras.

Óleno (en griego, Ὤλενος) es el nombre de una antigua ciudad griega de Acaya.
Se trataba de una de las doce ciudades en las que se dividió la región cuando los aqueos llegaron a ella.
Pausanias recoge una tradición según la cual el rey Dexámeno de Óleno acogió con gran hospitalidad a Heracles. La ciudad también era citada por unos versos de Hermesíanax donde se decía que los habitantes de Óleno abandonaron su ciudad por considerarla débil y se trasladaron a Peiras y Euriteas.
En época de Estrabón estaba deshabitada y su territorio estaba ocupado por los habitantes de Dime. Sus restos se encontraban entre las ciudades de Patras y Dime, y otra ciudad que había cerca era Tritea. El geógrafo menciona que por allí pasaba el río Piro (llamado Píero o Peiro por Pausanias) y que cerca había un templo de Asclepio.
Se supone que Óleno se localizaba al este de la desembocadura del Piro, en una llanura situada al oeste de la población actual de Tsukaleika. Anteriormente, había sido localizada de manera errónea, en Kato Achaia, pero una inscripción probó que ese lugar correspondía a la antigua ciudad de Dime.
También se ha relacionado a Óleno con uno de los lugares citado en el catálogo de las naves de la Ilíada, la llamada «roca Olenia», que Homero agrupa dentro del contingente de los epeos, pero tal identificación no es segura.